# Portillo Cáceres v Paraguay
 (juin 2023).
La mise en forme du texte ne suit pas les recommandations de Wikipédia : il faut le « wikifier ».
Les points d'amélioration suivants sont les cas les plus fréquents. Le détail des points à revoir est peut-être précisé sur la page de discussion.
- Les titres sont pré-formatés par le logiciel. Ils ne sont ni en capitales, ni en gras.
- Le texte ne doit pas être écrit en capitales (les noms de famille non plus), ni en gras, ni en italique, ni en « petit »…
- Le gras n'est utilisé que pour surligner le titre de l'article dans l'introduction, une seule fois.
- L'italique est rarement utilisé : mots en langue étrangère, titres d'œuvres, noms de bateaux, etc.
- Les citations ne sont pas en italique mais en corps de texte normal. Elles sont entourées par des guillemets français : « et ».
- Les listes à puces sont à éviter, des paragraphes rédigés étant largement préférés. Les tableaux sont à réserver à la présentation de données structurées (résultats, etc.).
- Les appels de note de bas de page (petits chiffres en exposant, introduits par l'outil «  Source ») sont à placer entre la fin de phrase et le point final[comme ça].
- Les liens internes (vers d'autres articles de Wikipédia) sont à choisir avec parcimonie. Créez des liens vers des articles approfondissant le sujet. Les termes génériques sans rapport avec le sujet sont à éviter, ainsi que les répétitions de liens vers un même terme.
- Les liens externes sont à placer uniquement dans une section « Liens externes », à la fin de l'article. Ces liens sont à choisir avec parcimonie suivant les règles définies. Si un lien sert de source à l'article, son insertion dans le texte est à faire par les notes de bas de page.
- La présentation des références doit suivre les conventions bibliographiques. Il est recommandé d'utiliser les modèles {{Ouvrage}}, {{Chapitre}}, {{Article}}, {{Lien web}} et/ou {{Bibliographie}}. Le mode d'édition visuel peut mettre en forme automatiquement les références.
- Insérer une infobox (cadre d'informations à droite) n'est pas obligatoire pour parachever la mise en page.

Pour une aide détaillée, merci de consulter Aide:Wikification.
Si vous pensez que ces points ont été résolus, vous pouvez retirer ce bandeau et améliorer la mise en forme d'un autre article.
 (juillet 2023).
Portillo Cáceres v Paraguay (communication No 2751/2016) est une affaire jugée par le Comité des droits de l'homme des Nations unies en 2019.
L'affaire a été engagée par un groupe d'agriculteurs du Paraguay qui vivaient à proximité de plantations de soja utilisant des produits agrochimiques illégaux. La contamination due à des pratiques négligentes a eu des effets néfastes sur la santé, notamment la mort d'un agriculteur, Rubén Portillo Cáceres, et l'empoisonnement de 22 autres, ainsi que des répercussions négatives sur les moyens de subsistance des familles vivant dans la région. Bien qu'une enquête menée par des fonctionnaires locaux et de l'État ait révélé des preuves de malversations, l'État n'a pas mis en œuvre de mesures de protection de l'environnement et de grandes quantités de produits chimiques ont continué d'être déversées à proximité des habitations des victimes
Dans une résolution du 9 août 2019, la commission a statué en faveur des agriculteurs, estimant que leurs droits à la vie, à la vie privée, à la vie familiale et à la résidence avaient été violés et que le Paraguay n'avait pas exigé de manière adéquate le respect des réglementations environnementales ou la réparation des dommages causés.
L'affaire Portillo Cáceres contre Paraguay est une affaire judiciaire qui a fait date dans la réglementation internationale sur les substances toxiques. C'est la première fois que le Comité des droits de l'homme des Nations unies reconnaît qu'un État peut violer les obligations qui lui incombent en vertu du Pacte international relatif aux droits civils et politiques en s'abstenant de prendre des mesures en cas d'atteinte à l'environnement. Le Paraguay a été le premier pays au monde à être condamné par le Comité des droits de l'homme pour le décès d'une personne empoisonnée par des pesticides.

## Arrière-plan

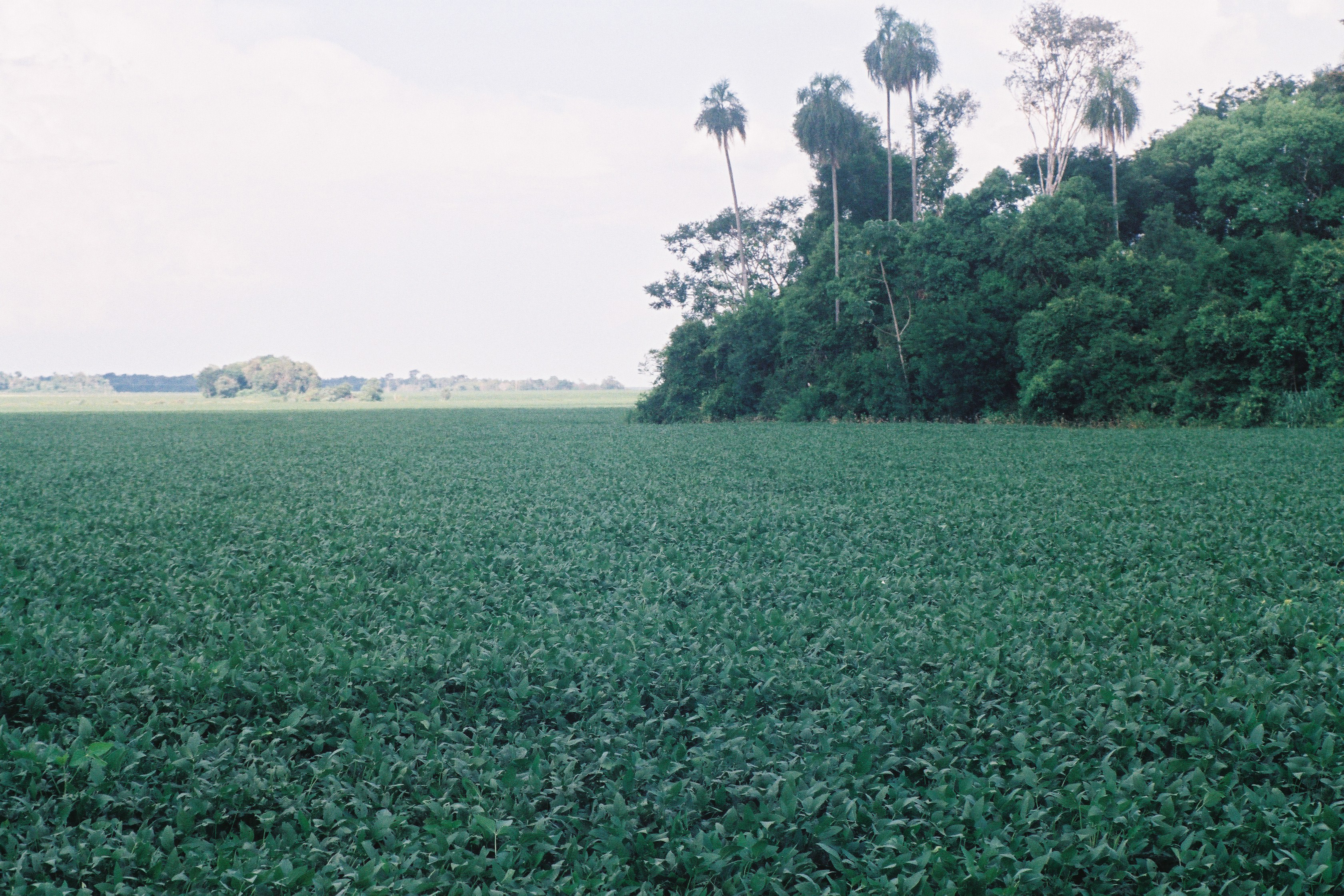
Un champ de soja au Paraguay

94 % des terres arables du Paraguay sont consacrées à la production agricole de produits de base tels que le soja, le maïs et le coton. Le Paraguay est le septième producteur mondial de soja transgénique, une culture fréquemment fumigée avec des pesticides tels que la bifenthrine, le chlorpyrifos, le paraquat et l'atrazine. Entre 2011 et 2013, les importations de pesticides au Paraguay ont presque quadruplé, passant de 8,8 à 32,4 millions de litres.
Yerutí est une colonie paysanne fondée par le Paraguay en 1991 sur des terres qu'un ministre de l'éducation du dictateur Alfredo Stroessner avait cédées en compensation du détournement de fonds publics. Alors que la colonie de 2 212 hectares (5 470 acres) compte 223 lots, il n'y avait en 2019 que 34 propriétés enregistrées, les champs de soja industriels occupant les terres publiques non titrées. Malgré les réformes agraires censées empêcher cette pratique, une grande partie des terres est vendue ou louée à des plantations de soja exploitées par des Brésiliens et des Brasiguayos.
L'utilisation généralisée de produits agrochimiques à Yerutí a eu des répercussions sur les conditions de vie, les économies nationales et la santé des habitants. La contamination des aquifères et des sources d'eau a rendu les ruisseaux Yerutí et Kuairû inutilisables pour la pêche. Les habitants ont également constaté la détérioration de leurs cultures, la perte d'arbres fruitiers, ainsi que la mort de leur bétail.

## Incident d'empoisonnement aux pesticides

Localisation du département de Canindeyú au Paraguay

Rubén Portillo Cáceres, un agriculteur du village de Colonia Yerutí dans le département de Canindeyú, dans l'est du Paraguay, vivait avec sa famille sur une propriété adjacente aux champs de soja transgénique de Condor Agricola et Hermanos Galhera,.
Au cours de la saison de fumigation du soja, début 2011, l'agriculteur de 26 ans est tombé malade, souffrant de maux de tête, de vomissements et de diarrhée. Trois jours plus tard, le 6 janvier 2011, il est décédé alors qu'il se rendait à l'hôpital de Curuguaty.
Il a été établi que son décès était dû à la présence de niveaux toxiques de pesticides dans son organisme. Vingt-deux autres habitants du village sont également tombés malades, dont le fils de Portillo Cáceres, âgé de deux ans, qui ont tous été admis à l'hôpital.

## Enquête
Après la mort de Rubén et l'empoisonnement collectif, la directrice de l'hôpital de Curuguaty, Angie Duarte, a prélevé des échantillons de sang et d'urine sur les victimes et a contacté le bureau du procureur, le service national de la qualité et de la santé des plantes et des semences, ainsi que le ministère de l'environnement.
Le bureau du procureur a ouvert une enquête et des inspecteurs du gouvernement sont arrivés le 13 janvier. Ils ont constaté plusieurs violations des lois sur l'environnement, notamment que les vastes exploitations de soja qui bordaient la ferme familiale n'étaient pas séparées par les zones tampons requises. Du soja avait également été planté jusqu'au bord des allées de la communauté et il n'y avait pas de bandes de végétation protectrices pour protéger les résidents des pesticides. Les inspecteurs ont effectué des analyses chimiques et ont trouvé dans l'eau de puits de la famille Portillo Cáceres des traces d'insecticides agricoles réglementés ou interdits, notamment de l'aldrine, du lindane et de l'endosulfan.
La concentration de lindane, une substance chimique liée à l'apparition de lymphomes non hodgkiniens, était trois fois supérieure à la limite fixée pour l'homme par l'Organisation mondiale de la santé.
Les deux entreprises agroalimentaires impliquées dans la culture du soja autour de Yerutí, Condor SA/KLM SA (Condor Agricola) et Hermanos Galhera Agrovalle del Sol S.A/Emmerson Shinin (Hermanos Galhera), étaient détenues par des Brésiliens et ont été jugées coupables de négligence. Hermanos Galhera fournit du soja aux multinationales de l'agroalimentaire ADM, Cargill et Bunge Limited. L'enquête a déterminé que les sources d'eau douce avaient été contaminées par des résidus chimiques, en trouvant des conteneurs de produits chimiques sur le sol et en citant de mauvaises pratiques de gestion. Les entreprises ne possédaient pas de permis environnemental pour leurs opérations et lavaient leur matériel de pulvérisation dans les cours d'eau locaux.
Selon l'un des inspecteurs, aucune des sociétés ne respectait "les normes les plus élémentaires en matière de contrôle environnemental". Les deux entreprises ont été condamnées à une amende, mais ont nié toute responsabilité et leurs poursuites ont été abandonnées à la suite d'un appel.

## Histoire juridique

### District de Curuguaty
Le 14 janvier 2011, la famille de Portillo Cáceres et d'autres familles d'agriculteurs touchées par l'empoisonnement ont déposé un recours en amparo, c'est-à-dire une action en justice visant à protéger les droits constitutionnels.
Le procureur Miguel Ángel Rojas a demandé à plusieurs reprises une autopsie de Portillo Cáceres et les dossiers médicaux des victimes, mais il ne les a pas reçus. Les preuves que l'eau du puits contenait des produits agrochimiques ont également été exclues de l'enquête. Si sept citoyens brésiliens ont été accusés dans cette affaire, aucun d'entre eux n'était le gérant ou le propriétaire des fermes Condor Agricola ou Hermanos Galhera.
Le 15 avril 2011, le tribunal du district de Curuguaty a jugé que le Service national de la qualité et de la santé des plantes et des semences ainsi que le ministère de l'Environnement avaient manqué à leurs devoirs et permis que les plaignants subissent des dommages physiques graves.
Malgré la décision du tribunal, les agro-industries du soja ont continué à utiliser de grandes quantités de pesticides sans mesures de protection de l'environnement ni permis. Les revendications de la famille de Portillo Cáceres ont été ignorées par l'État du Paraguay pendant trois ans.
La sœur de Rubén, Norma, ainsi que les autres victimes d'empoisonnement agrochimique, ont alors soumis une pétition au Comité des droits de l'homme des Nations unies.

### Comité des droits de l'homme des Nations Unies
Le Comité des droits de l'homme a examiné la recevabilité de l'affaire avant d'en examiner le bien-fondé. Le Paraguay a fait valoir que les recours internes n'avaient pas été épuisés par les plaignants et que le Comité des droits de l'homme n'avait pas compétence ratione materiae, le droit à un environnement sain n'étant pas reconnu par le Pacte international relatif aux droits civils et politiques. Le CDH a jugé la plainte recevable, citant l'absence de progrès dans l'affaire depuis huit ans et notant que la plainte concernait les droits à la vie, les droits à la vie privée et familiale, et le droit au domicile.
La commission des droits de l'homme a publié une résolution le 9 août 2019. La commission a conclu que la réponse du gouvernement du Paraguay à la fumigation illégale était inadéquate et avait violé les droits de l'homme des victimes. La résolution constate que le gouvernement a spécifiquement violé le droit à la vie, le droit à la vie familiale et le droit à la réparation du préjudice. La résolution constate qu'aucun progrès n'a été réalisé au cours des huit années qui se sont écoulées depuis que les événements ont été signalés et souligne que le Paraguay n'a pas procédé à l'autopsie de Ruben, malgré les demandes formulées à quatre reprises. La résolution note également que le gouvernement paraguayen n'a pas publié les résultats des analyses d'urine et de sang effectuées sur les personnes empoisonnées.
La résolution condamne le gouvernement paraguayen pour son incapacité à sanctionner les entreprises impliquées et ordonne à l'État de mener une enquête sur la fumigation agrochimique et de prendre des sanctions administratives et pénales à l'encontre des responsables. Plus précisément, le comité a reconnu que l'incapacité d'un État à prendre des mesures "contre les atteintes à l'environnement peut constituer une violation de ses obligations de protéger les droits à la vie et à la vie privée et familiale en vertu des articles 6 et 17 du Pacte international relatif aux droits civils et politiques". Le Paraguay a été le premier pays au monde à être condamné par le Comité des droits de l'homme des Nations unies pour la mort d'une personne empoisonnée par des pesticides. C'est la première fois que le Comité des droits de l'homme des Nations unies reconnaît un lien entre la protection de l'environnement et le droit à la vie. La décision s'appuie sur l'Observation générale no 36 sur le droit à la vie, qui définit la relation entre l'environnement et les droits de l'homme.

## Conséquences
Bien que le Paraguay ait été sanctionné par les Nations unies dans cette affaire, il s'agissait en fin de compte d'une formalité. En 2022, aucune sanction n'a été prononcée pour la mort de Rubén et la culture industrielle du soja se poursuit jusqu'à la limite de l'exploitation familiale. Condor Agricola et Hermanos Galhera poursuivent leurs activités agricoles dans la région de Yerutí.
Un autre avis du Comité des droits de l'homme en 2021, dans l'affaire Benito Oliveira Pereira et al. c. Paraguay, a estimé que l'utilisation massive de pesticides par les entreprises agricoles avait violé les droits de la communauté autochtone Campo Agua'ẽ du peuple Ava Guaraní à ses terres et à son domicile. L'affaire Pereira est emblématique car la notion de "domicile" a été appliquée à une communauté autochtone en ce qui concerne sa relation avec sa terre et son territoire

## Remarques
1. ↑  The full case name is Portillo Cáceres y Otros v. Paraguay.